# Corsica Linea
Corsica Linea ist eine private französische Fährgesellschaft, die 2016 nach dem Kauf der Maritime Corse Méditerranée, dem Rechtsnachfolger der früheren Société nationale maritime Corse Méditerranée (SNCM), gegründet wurde. Sie bedient von Marseille aus die korsischen Häfen von Bastia, L’Île-Rousse, Ajaccio und Propriano, sowie Linien nach Tunesien und Algerien.

## Flotte
2025 bestand die Flotte aus neun Schiffen, von denen sechs von der früheren SNCM übernommen wurden. Zudem befindet sich mit der "Capu Rossu" ein weiteres Schiff der E-Flexer-Klasse auf der CMI-Jinling-Werft in Weihai in Bau. Das RoPax-Schiff soll im Jahr 2026 ausgeliefert werden und zwischen Marseille und Korsika eingesetzt werden.
| Schiff            | Typ          | Indienststellung | Tonnage    | Länge   | Breite | Passagiere | Fahrzeuge | Geschwindigkeit |
| ----------------- | ------------ | ---------------- | ---------- | ------- | ------ | ---------- | --------- | --------------- |
| Danielle Casanova | RoRo-Schiff  | 2002             | 41.447 BRZ | 176 m   | 30,4 m | 2.400      | 700       | 24 kn           |
| Méditerranée      | RoRo-Schiff  | 1989             | 30.985 BRZ | 165 m   | 24,7 m | 2.780      | 800       | 24 kn           |
| Jean Nicoli       | RoPax-Schiff | 1998             | 30.100 BRZ | 200,6 m | 25,8 m | 1.500      | 600       | 27 kn           |
| Pascal Paoli      | RoPax-Schiff | 2003             | 35.760 BRZ | 176 m   | 30,5 m | 654        | 130       | 23 kn           |
| Paglia Orba       | RoPax-Schiff | 1994             | 29.178 BRZ | 165,8 m | 29 m   | 544        | 120       | 20 kn           |
| Monte d’Oro       | RoPax-Schiff | 1991             | 22.070 BRZ | 145 m   | 25,7 m | 528        | 130       | 19 kn           |
| A Nepita          | RoPax-Schiff | 2002             | 30.551 BRZ | 203 m   | 25,7 m | 1.200      | 100       | 22 kn           |
| Vizzavona         | RoPax-Schiff | 1999             | 30.114 BRZ | 188,3 m | 28,7 m | 800        | 130       | 19 kn           |
| A Galeotta        | RoPax-Schiff | 2023             | 37.599 BRZ | 206,6 m | 28,2 m | 920        | 150       | 22 kn           |

## Andere Fährgesellschaften
- Corsica Ferries – Sardinia Ferries
- La Méridionale
- Moby Lines